# Билинейная фильтрация
Билине́йная фильтра́ция — процесс, в котором несколько пикселей исходной картинки (в том числе текстуры) усредняются, и благодаря этому получается итоговое изображение.
Понятие «билинейная фильтрация», точно так же, как и сходное понятие «трилинейная фильтрация», применимо только к двумерным текстурам. Для трёхмерных текстур данное понятие неприменимо, а понятие трилинейной фильтрации имеет другое значение. Имеет усовершенствованные аналоги, по типу трилинейной фильтрации и анизотропной фильтрации. Имеет заметные переходы между уровнями MIP-текстур.

## Пример исходного кода функции билинейной фильтрации
В коде принимается, что текстура квадратна (наиболее общий случай), а также, что имеется только один канал данных.
```
 
double
 
getBilinearFilteredPixelColor
(
Texture
 
tex
,
 
double
 
u
,
 
double
 
v
)
 
{

   
u
 
*=
 
tex
.
size
;

   
v
 
*=
 
tex
.
size
;

   
int
 
x
 
=
 
floor
(
u
);

   
int
 
y
 
=
 
floor
(
v
);

   
double
 
u_ratio
 
=
 
u
 
-
 
x
;

   
double
 
v_ratio
 
=
 
v
 
-
 
y
;

   
double
 
u_opposite
 
=
 
1
 
-
 
u_ratio
;

   
double
 
v_opposite
 
=
 
1
 
-
 
v_ratio
;

   
double
 
result
 
=
 
(
tex
[
x
][
y
]
   
*
 
u_opposite
  
+
 
tex
[
x
+
1
][
y
]
   
*
 
u_ratio
)
 
*
 
v_opposite
 
+
 

                   
(
tex
[
x
][
y
+
1
]
 
*
 
u_opposite
  
+
 
tex
[
x
+
1
][
y
+
1
]
 
*
 
u_ratio
)
 
*
 
v_ratio
;

   
return
 
result
;

 
}

```

Тот же пример на языке шейдеров HLSL
```
float4
 
Bilinear
(
sampler2D
 
tex
,
 
float2
 
texCoord
,
 
int
 
texSize
)
 

{

   
float2
 
trTexCoord
 
=
 
texCoord
*
texSize
;

   
float2
 
texf
 
=
 
floor
(
trTexCoord
);

   
float2
 
ratio
 
=
 
trTexCoord
 
-
 
texf
;

   
float2
 
opposite
 
=
 
1.0
 
-
 
ratio
;

   
float4
 
result
 
=
 
(
tex2D
(
tex
,
 
texf
/
texSize
)
 
*
 
opposite
.
x
  
+
 
tex2D
(
tex
,
 
(
texf
+
float2
(
1
,
 
0
))
/
texSize
)
   
*
 
ratio
.
x
)
 
*
 
opposite
.
y
 
+
 

                   
(
tex2D
(
tex
,
 
(
texf
+
float2
(
0
,
 
1
))
/
texSize
)
 
*
 
opposite
.
x
 
+
 
tex2D
(
tex
,
 
(
texf
+
float2
(
1
,
 
1
))
/
texSize
)
 
*
 
ratio
.
x
)
 
*
 
ratio
.
y
;

   
return
 
result
;

 
}

```